# 石神 (新座市)
石神（いしがみ）は、埼玉県新座市の町名。現行行政地名は石神一丁目から五丁目。郵便番号は352-0033。

## 地理
埼玉県新座市南部に位置する。南側を黒目川が流れる。北で西堀、東で堀ノ内、黒目川を跨いで東南で野寺及び南で栗原、西で東京都東久留米市神宝町及び上の原と隣接する。
中央部には都市計画道路が建設中となっている。

## 歴史
現在の石神は、江戸期より存在した片山十ヶ村のひとつの石神村の村域を中心とした場所であった。
- 1973年（昭和48年）7月1日- 住居表示の実施に伴ない[4]、大字片山の一部から石神二丁目〜四丁目が成立。また大字片山および野火止の各一部から石神一丁目・五丁目が成立[5]。

## 世帯数と人口
2017年（平成29年）1月1日現在の世帯数と人口は以下の通りである。
| 丁目       | 世帯数    | 人口    |
| ---------- | --------- | ------- |
| 石神一丁目 | 725世帯   | 1,678人 |
| 石神二丁目 | 723世帯   | 1,873人 |
| 石神三丁目 | 975世帯   | 2,216人 |
| 石神四丁目 | 681世帯   | 1,690人 |
| 石神五丁目 | 860世帯   | 2,109人 |
| 計         | 3,964世帯 | 9,566人 |

## 小・中学校の学区
市立小・中学校に通う場合、学区（校区）は以下の通りとなる。
| 丁目       | 番地 | 小学校             | 中学校             |
| ---------- | ---- | ------------------ | ------------------ |
| 石神一丁目 | 全域 | 新座市立石神小学校 | 新座市立第六中学校 |
| 石神二丁目 | 全域 | 新座市立石神小学校 | 新座市立第六中学校 |
| 石神三丁目 | 全域 | 新座市立八石小学校 | 新座市立第六中学校 |
| 石神四丁目 | 全域 | 新座市立石神小学校 | 新座市立第六中学校 |
| 石神五丁目 | 全域 | 新座市立石神小学校 | 新座市立第六中学校 |

## 交通

### 鉄道
地内に鉄道は敷設されていない。東久留米駅が最寄り駅となっている。

### 道路
地内に国道、および主要地方道・一般県道は通っていない。
- 馬喰橋通り
- 石神緑地通り
- 黒目川通り

## 施設
- 新座市立石神小学校
- 新座石神郵便局
- 石神会館
- 北原集会所
- 浄明寺 - 単立の仏教寺院。
  - 瀧見観音堂
- 石神三丁目緑地
- 石神緑地
- 石神第一児童遊園